# Skilanglauf-Weltcup 1995/96
Der Skilanglauf-Weltcup 1995/96 war eine von der FIS organisierte Wettkampfserie. Der Weltcup  begann am 25. November 1995 in Vuokatti  und endete am 16. März 1996 in Oslo. Zum ersten Mal in der Geschichte des Skilanglauf-Weltcups wurde ein Teamsprint sowie ein Sprint ausgetragen (für Frauen und Männer). Während für den Teamsprint in Seefeld Weltcuppunkte für die Nationenwertung vergeben wurden, handelte es sich bei dem Sprint in Reit im Winkl lediglich um einen Testwettbewerb, für den noch keine Weltcuppunkte vergeben wurden.

## Männer

### Podestplätze Männer
| Datum      | Austragungsort | Disziplin                   | Sieger                                                               | Zweiter                                                                          | Dritter                                                                     |
| ---------- | -------------- | --------------------------- | -------------------------------------------------------------------- | -------------------------------------------------------------------------------- | --------------------------------------------------------------------------- |
| 26.11.1995 | Vuokatti       | 10 km klassisch             | Wladimir Smirnow                                                     | Bjørn Dæhlie                                                                     | Sami Repo                                                                   |
| 29.11.1995 | Gällivare      | 15 km Freistil              | Bjørn Dæhlie                                                         | Jari Isometsä                                                                    | Silvio Fauner                                                               |
| 09.12.1995 | Davos          | 30 km klassisch             | Bjørn Dæhlie                                                         | Wladimir Smirnow                                                                 | Silvio Fauner                                                               |
| 10.12.1995 | Davos          | 4 × 10 km Staffel klassisch | FinnlandKarri Hietamäki Sami Repo Mika Myllylä Jari Isometsä         | Norwegen ISture Sivertsen Erling Jevne Bjørn Dæhlie Thomas Alsgaard              | Schweden IMorgan Göransson Niklas Jonsson Anders Bergström Torgny Mogren    |
| 13.12.1995 | Brusson        | 15 km Freistil              | Bjørn Dæhlie                                                         | Silvio Fauner                                                                    | Wladimir Smirnow                                                            |
| 16.12.1995 | Santa Caterina | 10 km klassisch             | Bjørn Dæhlie                                                         | Wladimir Smirnow                                                                 | Mika Myllylä                                                                |
| 17.12.1995 | Santa Caterina | 15 km Verfolgung Freistil   | Bjørn Dæhlie                                                         | Jari Isometsä                                                                    | Wladimir Smirnow                                                            |
| 09.01.1996 | Štrbské Pleso  | 50 km Freistil              | Wladimir Smirnow                                                     | Bjørn Dæhlie                                                                     | Niklas Jonsson                                                              |
| 13.01.1996 | Nové Město     | 15 km klassisch             | Wladimir Smirnow                                                     | Jari Isometsä                                                                    | Mika Myllylä                                                                |
| 14.01.1996 | Nové Město     | 4 × 10 km Staffel klassisch | Finnland ISami Repo Mika Myllylä Harri Kirvesniemi Jari Isometsä     | Norwegen IThomas Alsgaard Vegard Ulvang Erling Jevne Bjørn Dæhlie                | ItalienFabio Maj Giorgio Vanzetta Fulvio Valbusa Gaudenzio Godioz           |
| 02.02.1996 | Seefeld        | 10 km Freistil              | Bjørn Dæhlie                                                         | Fulvio Valbusa                                                                   | Jari Isometsä                                                               |
| 03.02.1996 | Seefeld        | Teamsprint Freistil         | ItalienFulvio Valbusa Silvio Fauner                                  | Schweden INiklas Jonsson Torgny Mogren                                           | Finnland IMika Myllylä Jari Isometsä                                        |
| 04.01.1996 | Reit im Winkl  | Sprint Freistil             | Tor Arne Hetland                                                     | Peter Schlickenrieder                                                            | Silvio Fauner                                                               |
| 10.02.1996 | Kawgolowo      | 15 km klassisch             | Alexei Prokurorow                                                    | Wladimir Smirnow                                                                 | Bjørn Dæhlie                                                                |
| 24.02.1996 | Trondheim      | 30 km Freistil              | Wladimir Smirnow                                                     | Bjørn Dæhlie                                                                     | Alexei Prokurorow                                                           |
| 25.02.1996 | Trondheim      | 4 × 10 km Staffel           | Norwegen IVegard Ulvang Erling Jevne Bjørn Dæhlie Thomas Alsgaard    | Italien IGiorgio Di Centa Marco Albarello Fulvio Valbusa Silvio Fauner           | Schweden IMathias Fredriksson Niklas Jonsson Anders Bergström Torgny Mogren |
| 01.03.1996 | Lahti          | 4 × 10 km Staffel           | ItalienMarco Albarello Silvio Fauner Fabio Maj Fulvio Valbusa        | Russland ISergei Tschepikow Michail Botwinow Sergei Tschernych Alexei Prokurorow | NorwegenKristen Skjeldal Anders Eide Egil Kristiansen Thomas Alsgaard       |
| 03.03.1996 | Lahti          | 30 km Freistil              | Jari Isometsä                                                        | Bjørn Dæhlie                                                                     | Alexei Prokurorow                                                           |
| 09.03.1996 | Falun          | 10 km Freistil              | Wladimir Smirnow                                                     | Bjørn Dæhlie                                                                     | Jari Isometsä                                                               |
| 10.03.1996 | Falun          | 15 km Verfolgung klassisch  | Wladimir Smirnow                                                     | Fulvio Valbusa                                                                   | Jari Isometsä                                                               |
| 16.03.1996 | Oslo           | 50 km klassisch             | Erling Jevne                                                         | Krister Sørgård                                                                  | Anders Bergström                                                            |
| 17.03.1996 | Oslo           | 4 × 10 km Staffel Freistil  | Norwegen IITore Bjonviken Frode Estil Remi Andersen Tor Arne Hetland | Norwegen IEgil Kristiansen Vegard Ulvang Anders Eide Bjørn Dæhlie                | FinnlandAri Palolahti Sami Repo Markus Vuorenmaa Jari Isometsä              |

### Weltcupstände Männer
| Rang | Name              | Punkte |
| ---- | ----------------- | ------ |
| 1.   | Bjørn Dæhlie      | 1110   |
| 2.   | Wladimir Smirnow  | 1034   |
| 3.   | Jari Isometsä     | 617    |
| 4.   | Alexei Prokurorow | 544    |
| 5.   | Silvio Fauner     | 508    |
| 6.   | Fulvio Valbusa    | 482    |
| 7.   | Michail Botwinow  | 401    |
| 8.   | Thomas Alsgaard   | 352    |
| 9.   | Torgny Mogren     | 312    |
| 9.   | Johann Mühlegg    | 312    |
| 11.  | Anders Eide       | 286    |
| 12.  | Vegard Ulvang     | 253    |
| 13.  | Anders Bergström  | 252    |
| 14.  | Mika Myllylä      | 238    |
| 15.  | Erling Jevne      | 220    |
| 16.  | Niklas Jonsson    | 218    |
| 17.  | Markus Gandler    | 178    |
| 17.  | Sami Repo         | 178    |
| 19.  | Sergei Tschepikow | 164    |
| 20.  | Sture Sivertsen   | 158    |
| 21.  | Harri Kirvesniemi | 149    |
| 22.  | Giorgio Di Centa  | 142    |
| 23.  | Markus Hasler     | 138    |
| 24.  | Henrik Forsberg   | 134    |
| 24.  | Alois Stadlober   | 134    |
| 26.  | Gaudenzio Godioz  | 126    |
| 27.  | Krister Sørgård   | 123    |
| 28.  | Giorgio Vanzetta  | 120    |
| 29.  | Fabio Maj         | 101    |

| Rang | Name                 | Punkte |
| ---- | -------------------- | ------ |
| 30.  | Luboš Buchta         | 96     |
| 31.  | Václav Korunka       | 95     |
| 32.  | Kristen Skjeldal     | 95     |
| 33.  | Håkan Nordbäck       | 94     |
| 34.  | Wladimir Legotin     | 88     |
| 35.  | Andreas Schlütter    | 88     |
| 36.  | Jochen Behle         | 87     |
| 37.  | Marco Albarello      | 81     |
| 38.  | Mathias Fredriksson  | 75     |
| 39.  | Morgan Göransson     | 62     |
| 40.  | Karri Hietamäki      | 55     |
| 41.  | Achim Walcher        | 52     |
| 42.  | Frode Estil          | 48     |
| 43.  | Rene Sommerfeldt     | 38     |
| 44.  | Egil Kristiansen     | 37     |
| 45.  | Sergei Tschernych    | 34     |
| 46.  | Janko Neuber         | 33     |
| 47.  | Ivan Bátory          | 32     |
| 48.  | Odd-Bjørn Hjelmeset  | 31     |
| 49.  | Anders Aukland       | 30     |
| 50.  | Sjarhej Dalidowitsch | 27     |
| 51.  | Alexander Worobjow   | 27     |
| 52.  | Sigurd Brørs         | 26     |
| 53.  | Christian Hoffmann   | 26     |
| 54.  | Sergio Piller        | 25     |
| 55.  | Jukka Hartonen       | 24     |
| 56.  | Kuisma Taipale       | 21     |
| 57.  | Hervé Balland        | 20     |
| 58.  | Igor Badamschin      | 17     |

| Rang | Name                  | Punkte |
| ---- | --------------------- | ------ |
| 59.  | Remi Andersen         | 15     |
| 60.  | Pietro Piller Cottrer | 15     |
| 61.  | Grigorij Goutnikov    | 13     |
| 62.  | Bjørn Kristiansen     | 13     |
| 63.  | Philippe Sanchez      | 12     |
| 64.  | Øyvind Skaanes        | 11     |
| 65.  | Øyvind Mobakken       | 10     |
| 66.  | Gerhard Urain         | 10     |
| 67.  | Magnus Ingesson       | 9      |
| 68.  | Elmo Kassin           | 9      |
| 69.  | Terje Langli          | 9      |
| 70.  | Vincent Vittoz        | 9      |
| 71.  | Sergei Krjanin        | 8      |
| 72.  | Pawel Rjabinin        | 8      |
| 73.  | Mika Kuusisto         | 7      |
| 74.  | Jari Räsänen          | 7      |
| 75.  | Uwe Bellmann          | 6      |
| 76.  | Roberto De Zolt Ponte | 6      |
| 77.  | Donald Farley         | 6      |
| 78.  | Freddy Schwienbacher  | 6      |
| 79.  | Cristian Zorzi        | 6      |
| 80.  | Tore Bjonviken        | 4      |
| 81.  | Ivan Hudač            | 4      |
| 82.  | Mitsuo Horigome       | 3      |
| 83.  | Maxim Pitschugin      | 3      |
| 84.  | Maurizio Pozzi        | 3      |
| 85.  | Juan Jesús Gutiérrez  | 1      |
| 86.  | Peter Schlickenrieder | 1      |

## Frauen

### Podestplätze Frauen
| Datum      | Austragungsort | Disziplin                  | Sieger                                                                    | Zweiter                                                                          | Dritter                                                                                     |
| ---------- | -------------- | -------------------------- | ------------------------------------------------------------------------- | -------------------------------------------------------------------------------- | ------------------------------------------------------------------------------------------- |
| 25.11.1995 | Vuokatti       | 5 km klassisch             | Ljubow Jegorowa                                                           | Jelena Välbe                                                                     | Marit Mikkelsplass                                                                          |
| 29.11.1995 | Gällivare      | 10 km Freistil             | Stefania Belmondo                                                         | Ljubow Jegorowa                                                                  | Jelena Välbe                                                                                |
| 09.12.1995 | Davos          | 5 km Freistil              | Jelena Välbe                                                              | Kateřina Neumannová                                                              | Manuela Di Centa                                                                            |
| 10.12.1995 | Davos          | 10 km Verfolgung klassisch | Ljubow Jegorowa                                                           | Jelena Välbe                                                                     | Larissa Lasutina                                                                            |
| 13.12.1995 | Brusson        | 10 km Freistil             | Jelena Välbe                                                              | Ljubow Jegorowa                                                                  | Nina Gawriljuk                                                                              |
| 16.12.1995 | Santa Caterina | 10 km klassisch            | Larissa Lasutina                                                          | Ljubow Jegorowa                                                                  | Nina Gawriljuk                                                                              |
| 17.12.1995 | Santa Caterina | 4 × 5 km Staffel klassisch | Russland ILarissa Lasutina Nina Gawriljuk Ljubow Jegorowa Jelena Välbe    | Italien ICristina Paluselli Stefania Belmondo Gabriella Paruzzi Manuela Di Centa | Russland IISwetlana Nageikina Julija Tschepalowa Natalja Baranowa-Massalkina Olga Sawjalowa |
| 09.01.1996 | Štrbské Pleso  | 30 km Freistil             | Manuela Di Centa                                                          | Jelena Välbe                                                                     | Stefania Belmondo                                                                           |
| 13.01.1996 | Nové Město     | 10 km klassisch            | Jelena Välbe                                                              | Manuela Di Centa                                                                 | Larissa Lasutina                                                                            |
| 14.01.1996 | Nové Město     | 4 × 5 km Staffel klassisch | RusslandSwetlana Nageikina Larissa Lasutina Nina Gawriljuk Jelena Välbe   | NorwegenAnita Moen Bente Martinsen Marit Mikkelsplass Trude Dybendahl            | ItalienCristina Paluselli Stefania Belmondo Gabriella Paruzzi Manuela Di Centa              |
| 02.02.1996 | Seefeld        | 5 km Freistil              | Manuela Di Centa                                                          | Stefania Belmondo                                                                | Jelena Välbe                                                                                |
| 03.02.1996 | Seefeld        | Teamsprint Freistil        | ItalienStefania Belmondo Manuela Di Centa                                 | NorwegenTrude Dybendahl Anita Moen                                               | Russland IJelena Välbe Olga Sawjalowa                                                       |
| 04.02.1996 | Reit im Winkl  | Sprint Freistil            | Jelena Välbe                                                              | Anita Moen                                                                       | Kateřina Neumannová                                                                         |
| 11.02.1996 | Kawgolowo      | 10 km klassisch            | Manuela Di Centa                                                          | Larissa Lasutina                                                                 | Marit Mikkelsplass                                                                          |
| 24.02.1996 | Trondheim      | 5 km klassisch             | Manuela Di Centa                                                          | Marit Mikkelsplass                                                               | Larissa Lasutina                                                                            |
| 25.02.1996 | Trondheim      | 10 km Verfolgung Freistil  | Manuela Di Centa                                                          | Jelena Välbe                                                                     | Nina Gawriljuk                                                                              |
| 02.03.1996 | Lahti          | 10 km Freistil             | Manuela Di Centa                                                          | Stefania Belmondo                                                                | Nina Gawriljuk                                                                              |
| 09.03.1996 | Falun          | 15 km Freistil             | Manuela Di Centa                                                          | Jelena Välbe                                                                     | Nina Gawriljuk                                                                              |
| 10.03.1996 | Falun          | 4 × 5 km Staffel           | Russland INina Gawriljuk Larissa Lasutina Ljubow Jegorowa Jelena Välbe    | NorwegenBente Martinsen Marit Mikkelsplass Trude Dybendahl Anita Moen            | Italien IBarbara Giacomuzzi Manuela Di Centa Guidina Dal Sasso Stefania Belmondo            |
| 16.03.1996 | Oslo           | 30 km klassisch            | Nina Gawriljuk                                                            | Larissa Lasutina                                                                 | Marit Mikkelsplass                                                                          |
| 17.03.1996 | Oslo           | 4 × 5 km Staffel           | RusslandSwetlana Nageikina Larissa Lasutina Olga Sawjalowa Nina Gawriljuk | FinnlandRiikka Sirviö Tuulikki Pyykkönen Kati Pulkkinen Anu Kittilä              | Norwegen IBente Martinsen Marit Mikkelsplass Maj Helen Sorkmo Anita Moen                    |

### Weltcupstände Frauen
| Rang | Name                        | Punkte |
| ---- | --------------------------- | ------ |
| 1.   | Manuela Di Centa            | 1004   |
| 2.   | Jelena Välbe                | 945    |
| 3.   | Larissa Lasutina            | 732    |
| 4.   | Nina Gawriljuk              | 717    |
| 5.   | Ljubow Jegorowa             | 690    |
| 6.   | Stefania Belmondo           | 675    |
| 7.   | Marit Mikkelsplass          | 579    |
| 8.   | Kateřina Neumannová         | 419    |
| 9.   | Iryna Terelja               | 340    |
| 10.  | Anita Moen                  | 330    |
| 11.  | Olga Sawjalowa              | 324    |
| 12.  | Bente Skari                 | 291    |
| 13.  | Swetlana Nageikina          | 273    |
| 14.  | Trude Dybendahl             | 235    |
| 14.  | Julija Tschepalowa          | 235    |
| 16.  | Natalja Baranowa-Massalkina | 210    |
| 17.  | Kristina Šmigun-Vähi        | 206    |
| 18.  | Sophie Villeneuve           | 184    |
| 19.  | Sylvia Honegger             | 159    |
| 20.  | Gabriella Paruzzi           | 156    |
| 21.  | Tuulikki Pyykkönen          | 147    |
| 22.  | Fumiko Aoki                 | 131    |
| 23.  | Maria Theurl-Walcher        | 114    |
| 24.  | Brigitte Albrecht           | 113    |

| Rang | Name                     | Punkte |
| ---- | ------------------------ | ------ |
| 24.  | Kati Pulkkinen           | 113    |
| 26.  | Maj Helen Sorkmo         | 98     |
| 27.  | Anu Kittilä              | 95     |
| 28.  | Anke Reschwamm Schulze   | 91     |
| 29.  | Annika Evaldsson         | 86     |
| 30.  | Guidina Dal Sasso        | 85     |
| 31.  | Alžbeta Havrančíková     | 84     |
| 32.  | Anita Olsen Katnosa      | 65     |
| 33.  | Riikka Sirviö            | 55     |
| 34.  | Nina Kemppel             | 50     |
| 35.  | Kerttu Tiikkainen        | 41     |
| 36.  | Merja Kuusisto           | 38     |
| 37.  | Manuela Henkel           | 37     |
| 38.  | Barbara Giacomuzzi       | 35     |
| 39.  | Elin Ek                  | 32     |
| 40.  | Jaroslava Bukvajová      | 28     |
| 41.  | Annick Vaxelaire-Pierrel | 26     |
| 42.  | Anna Frithioff           | 23     |
| 43.  | Cristina Paluselli       | 21     |
| 44.  | Nataša Lačen             | 20     |
| 45.  | Karin Öhman              | 18     |
| 46.  | Sara Hugg                | 17     |
| 46.  | Katrine Rokke            | 17     |
| 48.  | Lilija Wassiljewa        | 15     |

| Rang | Name                      | Punkte |
| ---- | ------------------------- | ------ |
| 49.  | Tina Bay                  | 14     |
| 49.  | Tatiana Kutlíková         | 14     |
| 51.  | Natalja Martynowa         | 13     |
| 52.  | Mareena Brännare          | 11     |
| 53.  | Unni Ødegård              | 10     |
| 54.  | Cristel Vahtra            | 9      |
| 54.  | Sumiko Yokoyama           | 9      |
| 56.  | Swetlana Ischmuratowa     | 8      |
| 56.  | Cecilie Mjøen             | 8      |
| 56.  | Iveta Zelingerová-Fořtová | 8      |
| 59.  | Milla Jauho               | 7      |
| 60.  | Yekaterina Kowalewitsch   | 6      |
| 60.  | Dorota Kwaśny             | 6      |
| 60.  | Hanne Lahtinen            | 6      |
| 63.  | Line Selnes               | 5      |
| 64.  | Kristin Tjelle            | 4      |
| 64.  | Kati Venäläinen           | 4      |
| 66.  | Constanze Blum            | 2      |
| 66.  | Walentyna Schewtschenko   | 2      |
| 66.  | Kari Uglem                | 2      |
| 69.  | Andrea Huber              | 1      |
| 69.  | Kumiko Yokoyama           | 1      |